# آگوستا، استرالیای غربی
آگوستا (به انگلیسی: Augusta) یک شهرک در استرالیا است که در استرالیای غربی واقع شده‌است.